# Copa Nadal
La Copa Nadal, también conocida en castellano como Copa Navidad, es una tradicional competición de natación, que se disputa en Barcelona cada 25 de diciembre, día de Navidad, consistente en atravesar a nado 200 metros de aguas abiertas en el Puerto Viejo de Barcelona. Se creó en 1907, lo que la convierte la primera competición de natación disputada en España y una de las pruebas deportivas más antiguas de Barcelona y de Europa.
La particularidad de la prueba es que tiene lugar en pleno invierno, y cuando las temperaturas son más bajas en Barcelona. En múltiples ocasiones la prueba se ha llevado a cabo bajo la lluvia e incluso bajo la nieve. Es habitual ver a muchos nadadores hacer la prueba disfrazados con motivos navideños. La prueba, organizada por el Club Natació Barcelona, es popular y de inscripción gratuita, y está abierta a personas de todas las edades, que compiten en diferentes categorías en función de la edad. 

## Historia
La primera edición de la Copa Nadal debía haberse disputado el 26 de diciembre de 1907, pero debido al mal tiempo la prueba se aplazó hasta el 19 de enero de 1908. Se celebró en La Barceloneta, frente a los desaparecidos Baños Orientales —hoy Playa de San Sebastián— donde estaba inicialmente ubicado el CN Barcelona. Resultó ganador Edwald Poescheke, nadador alemán del club organizador, con un tiempo de 3'17"02. Desde entonces la prueba se ha realizado todos los años, con excepción del período de la guerra civil española, de 1936 a 1938, aunque en distintos puntos del puerto barcelonés. A partir de 1914, cuando el CN Barcelona se trasladó al Muelle Nuevo, pasó a disputarse en la dársena de la Indústria, frente a las instalaciones del club. Actualmente tiene salida en una pasarela junto al centro comercial Maremàgnum, y recorre 200 metros en paralelo a la Rambla de Mar, con llegada al Muelle de Drasanas, en el Portal de la Pau, frente al Monumento a Cristóbal Colón.
La primera edición con participación femenina tuvo lugar en 1928, resultando vencedora María Luisa Vigo con un crono de 3'27"00. En 1994 un invidente, Josep Labró, superó por primera vez la prueba. En 2009, coincidiendo con la edición número 100, se alcanzó el récord de participantes en la prueba, con 552 nadadores.

## Palmarés
Daniel Serra es el nadador que en más ocasiones ha ganado la prueba, con un total de diez victorias. En categoría femenina la más laureada ha sido Carmen Soriano, con seis victorias. 
El récord de la prueba está en manos de Carlos Ventosa desde el año 1994, con 1.51.05. Bárbara Bernús estableció en 1992 la mejor marca femenina, con 2.03.89.
|      | Vencedores de la prueba masculina absoluta | Vencedores de la prueba masculina absoluta | Vencedores de la prueba masculina absoluta | Vencedoras de la prueba femenina absoluta | Vencedoras de la prueba femenina absoluta | Vencedoras de la prueba femenina absoluta |
| Año  | Ganador                                    | Club                                       | Tiempo                                     | Ganadora                                  | Club                                      | Tiempo                                    |
| ---- | ------------------------------------------ | ------------------------------------------ | ------------------------------------------ | ----------------------------------------- | ----------------------------------------- | ----------------------------------------- |
| 1907 | Edwald Poeschke                            | CN Barcelona                               | 3.17.2                                     | No se disputó                             | No se disputó                             | No se disputó                             |
| 1908 | Gaston Giraud                              | CN Barcelona                               | 3.31.0                                     | No se disputó                             | No se disputó                             | No se disputó                             |
| 1909 | A. von der Hayden                          | CN Barcelona                               | 3.18.2                                     | No se disputó                             | No se disputó                             | No se disputó                             |
| 1910 | A. von der Hayden                          | CN Barcelona                               | 3.07.0                                     | No se disputó                             | No se disputó                             | No se disputó                             |
| 1911 | Joaquín Cuadrada                           | CN Barcelona                               | 3.27.0                                     | No se disputó                             | No se disputó                             | No se disputó                             |
| 1912 | Joaquín Cuadrada                           | CN Barcelona                               | 3.18.4                                     | No se disputó                             | No se disputó                             | No se disputó                             |
| 1913 | Joaquín Cuadrada                           | CN Barcelona                               | 3.41.2                                     | No se disputó                             | No se disputó                             | No se disputó                             |
| 1914 | Ramón Berdemás                             | CN Barcelona                               | 3.32.1                                     | No se disputó                             | No se disputó                             | No se disputó                             |
| 1915 | Ramón Berdemás                             | CN Barcelona                               | 3.28.0                                     | No se disputó                             | No se disputó                             | No se disputó                             |
| 1916 | Ramón Berdemás                             | CN Barcelona                               | 3.23.2                                     | No se disputó                             | No se disputó                             | No se disputó                             |
| 1917 | Rafael Jiménez                             | CN Athletic                                | 3.12.2                                     | No se disputó                             | No se disputó                             | No se disputó                             |
| 1918 | Joaquín Cuadrada                           | CN Barcelona                               | 3.11.4                                     | No se disputó                             | No se disputó                             | No se disputó                             |
| 1919 | Joaquín Cuadrada                           | CN Barcelona                               | 2.59.4                                     | No se disputó                             | No se disputó                             | No se disputó                             |
| 1920 | Ricard Arruga                              | CN Barcelona                               | 3.18.2                                     | No se disputó                             | No se disputó                             | No se disputó                             |
| 1921 | Joan Roig                                  | CN Barcelona                               | 3.01.2                                     | No se disputó                             | No se disputó                             | No se disputó                             |
| 1922 | Joan Roig                                  | CN Barcelona                               | 3.07.3                                     | No se disputó                             | No se disputó                             | No se disputó                             |
| 1923 | Josep M.Puig                               | CN Barcelona                               | 3.05.4                                     | No se disputó                             | No se disputó                             | No se disputó                             |
| 1924 | Robert Mantell                             | CN Barcelona                               | 3.00.1                                     | No se disputó                             | No se disputó                             | No se disputó                             |
| 1925 | Josep Pinillo                              | CN Barcelona                               | 2.48.3                                     | No se disputó                             | No se disputó                             | No se disputó                             |
| 1926 | Ricard Brull                               | CN Barcelona                               | 2.29.5                                     | No se disputó                             | No se disputó                             | No se disputó                             |
| 1927 | August Heitmann                            | CN Barcelona                               | 2.25.0                                     | No se disputó                             | No se disputó                             | No se disputó                             |
| 1928 | Joan Gamper                                | CN Barcelona                               | 2.43.7                                     | María Luisa Vigo                          | CN Barcelona                              | 3.27.0                                    |
| 1929 | Ángel Sabata                               | CN Barcelona                               | 2.44.6                                     | Mercè Bassols                             | CN Barcelona                              | 3.13.2                                    |
| 1930 | Ramón Artigas                              | CN Athletic                                | 2.33.8                                     | Josefa Torrents                           | CN Barcelona                              | 3.11.2                                    |
| 1931 | Valeriano Ruiz Vilar                       | CN Barcelona                               | 2.39.4                                     | Carmen Soriano                            | CN Barcelona                              | 2.49.4                                    |
| 1932 | Màrius Swilde                              | CN Barcelona                               | 2.49.4                                     | Carmen Soriano                            | CN Barcelona                              | 3.01.4                                    |
| 1933 | Jordi Carulla                              | CN Barcelona                               | 2.43.2                                     | Carmen Soriano                            | CN Barcelona                              | 3.05.0                                    |
| 1934 | Andreu Lepage                              | CN Barcelona                               | 2.25.0                                     | Carmen Soriano                            | CN Barcelona                              | 2.59.1                                    |
| 1935 | Andreu Lepage                              | CN Barcelona                               | 2.27.8                                     | Carmen Soriano                            | CN Barcelona                              | 2.50.5                                    |
| 1939 | Francesc Sabater                           | CN Barcelona                               | 2.41.2                                     | Carmen Soriano                            | CN Barcelona                              | 3.09.0                                    |
| 1940 | Asensio Bernal                             | CN Barcelona                               | 2.38.0                                     | Enriqueta Soriano                         | CN Barcelona                              | 3.12.0                                    |
| 1941 | Jaime Castelltort                          | CN Barcelona                               | 2.33.1                                     | Mari Bernet                               | CN Barcelona                              | 2.53.0                                    |
| 1942 | Asensio Bernal                             | CN Barcelona                               | 2.23.5                                     | Mari Bernet                               | CN Barcelona                              | 2.42.5                                    |
| 1943 | José Bernal                                | CN Barcelona                               | 2.30.1                                     | Mari Bernet                               | CN Barcelona                              | 3.02.3                                    |
| 1944 | Segismundo Pera                            | Real Zaragoza CT                           | 2.44.5                                     | Mari Bernet                               | CN Montjuïc                               | 3.08.2                                    |
| 1945 | Segismundo Pera                            | CN Barcelona                               | 2.24.2                                     | Mari Bernet                               | CN Montjuïc                               | 2.55.0                                    |
| 1946 | Jorge Herrera                              | CN Barcelona                               | 2.33.0                                     | Nuria Herrera                             | CN Barcelona                              | 3.31.0                                    |
| 1947 | Segismundo Pera                            | Reus Deportivo                             | 2.35.5                                     | Elena Azpilicueta                         | CN Barcelona                              | 3.10.6                                    |
| 1948 | Roberto Queralt                            | CN Barcelona                               | 2.29.5                                     | Helena Wust                               | CN Barcelona                              | 3.06.2                                    |
| 1949 | Juan Boronat                               | CN Barcelona                               | 2.34.9                                     | Helena Wust                               | CN Barcelona                              | 3.06.8                                    |
| 1950 | Roberto Queralt                            | CN Barcelona                               | 2.31.5                                     | Helena Wust                               | CN Barcelona                              | 3.08.2                                    |
| 1951 | Roberto Queralt                            | CN Barcelona                               | 2.22.5                                     | Helena Wust                               | CN Barcelona                              | 3.07.8                                    |
| 1952 | Roberto Queralt                            | CN Barcelona                               | 2.20.2                                     | Else Herbolzheimer                        | CN Barcelona                              | 2.54.0                                    |
| 1953 | Roberto Queralt                            | CN Barcelona                               | 2.21.0                                     | Else Herbolzheimer                        | CN Barcelona                              | 2.55.4                                    |
| 1954 | Armando Munté                              | CN Barcelona                               | 2.28.0                                     | Mariuca Galindo                           | CN Barcelona                              | 2.55.4                                    |
| 1955 | Armando Munté                              | CN Barcelona                               | 2.17.0                                     | Mariuca Galindo                           | CN Barcelona                              | 2.48.5                                    |
| 1956 | Julio Satorre                              | CN Barcelona                               | 2.12.0                                     | Carmen Santamaría                         | CN Barcelona                              | 2.44.0                                    |
| 1957 | Armando Munté                              | CN Barcelona                               | 2.16.0                                     | Carmen Santamaría                         | CN Barcelona                              | 2.50.0                                    |
| 1958 | Roberto Gallés                             | CN Barcelona                               | 2.16.5                                     | Carmen Santamaría                         | CN Barcelona                              | 2.46.8                                    |
| 1959 | José Estrada                               | CN Barcelona                               | 2.18.3                                     | Rosa M. Montserrat                        | CN Barcelona                              | 3.01.5                                    |
| 1960 | Leopold Rodés                              | CN Barcelona                               | 2.16.0                                     | Matilde Cuesta                            | CN Barcelona                              | 3.01.5                                    |
| 1961 | Leopold Rodés                              | CN Barcelona                               | 2.13.0                                     | Ana M. Santamaría                         | CN Barcelona                              | 2.46.4                                    |
| 1962 | Eric Herbolzheimer                         | CN Barcelona                               | 2.08.5                                     | Mercedes Bel                              | CE Mediterrani                            | 3.11.0                                    |
| 1963 | Leopold Rodés                              | CN Barcelona                               | 2.06.8                                     | Ana M. Santamaría                         | CN Barcelona                              | 2.39.0                                    |
| 1964 | Manuel Ibern                               | CN Barceloneta                             | 2.13.8                                     | Gretel Schulz                             | CN Barcelona                              | 2.37.5                                    |
| 1965 | Jaime Monzó                                | CN Montjuïc                                | 2.08.0                                     | Gretel Schulz                             | CN Barcelona                              | 2.32.6                                    |
| 1966 | Antonio Corell                             | CN Barcelona                               | 2.07.5                                     | Hortensia Graupera                        | CN Catalunya                              | 2.33.0                                    |
| 1967 | Antonio Corell                             | CN Barcelona                               | 2.04.5                                     | Montserrat Tomás                          | CN Barcelona                              | 2.30.5                                    |
| 1968 | Antonio Corell                             | CN Barcelona                               | 2.06.0                                     | Caterina Mayr                             | CN Catalunya                              | 2.37.0                                    |
| 1969 | Antonio Corell                             | CN Barcelona                               | 2.08.2                                     | Montserrat Tomás                          | CN Barcelona                              | 2.36.5                                    |
| 1970 | Joaquim Rigau                              | CN Barcelona                               | 2.10.0                                     | Cristina Dupláa                           | CN Barcelona                              | 2.46.0                                    |
| 1971 | Antonio Corell                             | CN Barcelona                               | 2.12.5                                     | Silvia Carlús                             | CE Mediterrani                            | 3.00.0                                    |
| 1972 | Joaquim Rigau                              | CN Barcelona                               | 2.14.3                                     | Georgina Tomás                            | CN Barcelona                              | 2.23.9                                    |
| 1973 | Joaquim Rigau                              | CN Barcelona                               | 2.09.5                                     | Georgina Tomás                            | CN Barcelona                              | 2.22.0                                    |
| 1974 | Jorge Comas                                | CD Almogávares                             | 2.10.0                                     | Georgina Tomás                            | CN Barcelona                              | 2.37.0                                    |
| 1975 | Gaspar Ventura                             | CN Barcelona                               | 2.17.0                                     | Georgina Tomás                            | CN Barcelona                              | 2.37.0                                    |
| 1976 | Gaspar Ventura                             | CN Barcelona                               | 2.17.5                                     | Núria Rodríguez                           | CN Atlètic                                | 3.11.0                                    |
| 1977 | Xavier Iborra                              | CN Barcelona                               | 2.13.0                                     | Loli Parés                                | CN Sant Andreu                            | 2.27.0                                    |
| 1978 | Antoni Aguilar                             | CN Barcelona                               | 2.09.0                                     | Maria Pilar Barceló                       | CN Barcelona                              | 2.23.0                                    |
| 1979 | Marià Rigau                                | CN Barcelona                               | 2.05.0                                     | Maria Pilar Barceló                       | CN Barcelona                              | 2.21.8                                    |
| 1980 | Eric Rovira                                | CN Barcelona                               | 2.12.7                                     | Cristina Moliner                          | CN Barcelona                              | 2.33.0                                    |
| 1981 | Marià Rigau                                | CN Barcelona                               | 2.15.0                                     | Aintza Serra                              | CN Barcelona                              | 2.29.6                                    |
| 1982 | Juan Carlos Arce                           | CN Barcelona                               | 2.14.8                                     | Cristina Moliner                          | CN Barcelona                              | 2.37.4                                    |
| 1983 | Antoni Andurell                            | IV Región Militar                          | 2.15.0                                     | Cristina Vallespir                        | CN Montjuïc                               | 2.21.0                                    |
| 1984 | Dani Serra                                 | CN Montjuïc                                | 2.08.0                                     | Cristina Vallespir                        | CN Sant Andreu                            | 2.21.2                                    |
| 1985 | Sergi López                                | CN Sant Andreu                             | 2.01.7                                     | Cristina Vallespir                        | CN Sant Andreu                            | 2.25.2                                    |
| 1986 | Sergi López                                | CN Sant Andreu                             | 2.06.7                                     | Nemèsia Servan                            | CN Sant Andreu                            | 2.23.6                                    |
| 1987 | Daniel Esforzado                           | CN Barcelona                               | 2.11.6                                     | Yolanda Salvador                          | CN Montjuïc                               | 2.15.1                                    |
| 1988 | David Royo                                 | CN Barcelona                               | 2.07.3                                     | Cristina Carro                            | CN L'Hospitalet                           | 2.28.2                                    |
| 1989 | Dani Serra                                 | CN Catalunya                               | 1.58.9                                     | Núria Castelló                            | CN Gavà                                   | 2.16.0                                    |
| 1990 | Marcos A. González                         | CN Barcelona                               | 2.07.0                                     | Esther Coma                               | CN Vic-ETB                                | 2.23.0                                    |
| 1991 | Francesc Boira                             | CN Barceloneta                             | 2.18.20                                    | Esther Coma                               | CN Sabadell                               | 2.36.10                                   |
| 1992 | David Royo                                 | CN Barcelona                               | 1.51.07                                    | Bárbara Bernús                            | CE Mediterrani                            | 2.03.89                                   |
| 1993 | Daniel Esforzado                           | CN Catalunya                               | 2.11.00                                    | Consol Isaac                              | CN Catalunya                              | 2.15.30                                   |
| 1994 | Carlos Ventosa                             | IV Región Militar                          | 1.51.05                                    | Sandra Amores                             | CN Montjuïc                               | 2.07.10                                   |
| 1995 | David Royo                                 | CN Barcelona                               | 1.53.55                                    | Ainhoa Alaba                              | CE Mediterrani                            | 2.15.89                                   |
| 1996 | David Royo                                 | CN Barcelona                               | 2.25.73                                    | Laura Roca                                | CN Terrasa                                | 2.37.59                                   |
| 1997 | David Royo                                 | CN Sabadell                                | 2.14.52                                    | Ashley Tappin                             | Universidad de Arizona                    | 2.29.85                                   |
| 1998 | David Royo                                 | CN Sabadell                                | 2.22.02                                    | Laura Roca                                | CN Terrasa                                | 3.35.24                                   |
| 1999 | David Royo                                 | CN Sabadell                                | 2.14.00                                    | Laura Roca                                | CN Terrasa                                | 2.31.40                                   |
| 2000 | Jordi Carrasco                             | CN Montjuïc                                | 2.14.11                                    | Elisabeth Caner                           | CN Sant Andreu                            | 2.38.88                                   |
| 2001 | Jordi Carrasco                             | CN Montjuïc                                | 2.13.41                                    | Esther Nuñez                              | CN Sabadell                               | 2.33.95                                   |
| 2002 | Jordi Carrasco                             | CN Atlètic Barceloneta                     | 2.02.75                                    | Esther Nuñez                              | CN Sabadell                               | 2.14.15                                   |
| 2003 | Dani Serra                                 | CN Catalunya                               | 2.05.34                                    | Esther Nuñez                              | CN Sabadell                               | 2.18.03                                   |
| 2004 | Jordi Jou                                  | CN Sant Andreu                             | 2.02.39                                    | Esther Nuñez                              | CN Sabadell                               | 2.21.47                                   |
| 2005 | Eduard Pérez                               | CN L'Hospitalet                            | 2.19.62                                    | Esther Nuñez                              | CN Sabadell                               | 2.27.61                                   |
| 2006 | Dani Serra                                 | CN Catalunya                               | 2.16.24                                    | Aina Llop                                 | CN Atlètic Barceloneta                    | 2.26.86                                   |
| 2007 | Dani Serra                                 | CN Catalunya                               | 2.19.62                                    | Aina Llop                                 | CN Atlètic Barceloneta                    | 2.33.25                                   |
| 2008 | Francesc Godoy                             | CN Barcelona                               | 2.24.24                                    | Marta Noguera                             | CN Barcelona                              | 2.36.36                                   |
| 2009 | Dani Serra                                 | CN Catalunya                               | 2.14.00                                    | Anna Godoy                                | CN Barcelona                              | 2.34.00                                   |
| 2010 | Eduard Pérez                               | GEiEG                                      | 2.16.37                                    | Marta Mallol                              | CN Sabadell                               | 2.29.77                                   |
| 2011 | Dani Serra                                 | CN Catalunya                               | 2.16.00                                    | Anna Godoy                                | CN Barcelona                              | 2.29.43                                   |
| 2012 | Dani Serra                                 | CN Catalunya                               | 2.13.00                                    | Anna Godoy                                | CN Barcelona                              | 2.28.00                                   |
| 2013 | Dani Serra                                 | CN Radikalswim                             | 2.10.00                                    | Aida Bertran                              | CE Mediterrani                            | 2.27.00                                   |
| 2014 | Guillem Pujol                              | CN Mataró                                  | 2.04.00                                    | Aida Bertran                              | CE Mediterrani                            | 2.32.00                                   |
| 2015 | Guillem Pujol                              | CN Mataró                                  | 2.02.21                                    | Anna Godoy                                | CN Barcelona                              | 2.30.15                                   |
| 2016 | Guillem Pujol                              | CN Mataró                                  | 2.07.00                                    | Judit Navarro                             | CN Sant Andreu                            | 2.23.00                                   |
| 2017 | Guillem Pujol                              | CN Mataró                                  | 2.08.00                                    | Judit Navarro                             | CN Sant Andreu                            | 2.14.00                                   |
| 2018 | Guillem Pujol                              | CN Mataró                                  | 2.12.00                                    | Laura Rodríguez                           | CN Barcelona                              | 2.36.00                                   |
| 2019 | Guillem Pujol                              | CN Mataró                                  | 2.17.00                                    | Laura Rodríguez                           | CN Barcelona                              | 2.44.00                                   |
| 2020 | Guillem Pujol                              | CN Mataró                                  | 2.11.00                                    | Laura Rodríguez                           | CN Barcelona                              | 2.38.00                                   |
| 2021 | Guillem Pujol                              | CN Mataró                                  | 2.03.00                                    | Laura Rodríguez                           | CN Barcelona                              | 2.22.00                                   |

Fuente: Dosier Copa Nadal 2020